# Faust (Familienname)
Faust ist ein Familienname.

## Namensträger

### A
- Adam Faust (1840–1908), deutscher Landwirt, Mitglied des Nassauischen Kommunallandtags
- Albert Bernhardt Faust (1870–1951), US-amerikanischer Germanist
- Alfred Faust (1883–1961), deutscher Politiker (SPD)
- André Faust (* 1969), kanadischer Eishockeyspieler und -trainer
- Anke Faust (* 1971), deutsche Illustratorin und Autorin
- Anne Senechal Faust (* 1936), US-amerikanische Tiermalerin
- Anselm Faust (* 1943), deutscher Historiker und Archivar
- Armin Peter Faust (* 1943), deutscher Künstler und Schriftsteller
- Arno Faust (1918–1984), deutscher Sänger und Zeichner
- August Faust (1895–1945), deutscher Philosoph und Hochschullehrer

### B
- Benedikt Faust (* 1978), deutscher Koch und Gastronom
- Bernhard Christoph Faust (1755–1842), deutscher Arzt
- Berthold Faust (1935–2016), deutscher Künstler
- Blye Pagon Faust (* 1975), US-amerikanische Filmproduzentin und Schauspielerin
- Brian Faust (* 1999), US-amerikanischer Sprinter

### C
- Carl Faust (Komponist) (1825–1892), deutscher Musiker und Komponist
- Carl Faust (Maler) (1874–1935), deutscher Maler
- Chad Faust (* 1980), kanadischer Schauspieler
- Charles L. Faust (1879–1928), US-amerikanischer Politiker
- Chris Faust (* 1968), deutscher Trainer und Coach

### D
- Daniel Faust (Schauspieler) (* 1976), deutscher Schauspieler und Synchronsprecher
- Daniel Faust (Musikproduzent), deutscher Komponist und Produzent
- Dirk Faust (* 1966), deutscher Offizier, Generalmajor
- Dominik Faust (* 1954), deutscher Geowissenschaftler
- Drew Gilpin Faust (* 1947), US-amerikanische Historikerin

### E
- Edwin Stanton Faust (1870–1928), US-amerikanisch-deutscher Pharmakologe
- Emil Faust (1899–1966), deutscher SS-Obersturmführer, Leiter des KZ Neusustrum
- Ernst Faust (1940–2017), deutscher Ingenieur und Unternehmer

### F
- Florian Faust (* 1964), deutscher Jurist und Hochschullehrer
- Franz Faust (vor 1939–nach 1940), deutscher Fußballspieler
- Frederick Schiller Faust (1892–1944), US-amerikanischer Schriftsteller und Drehbuchautor
- Friedrich Faust (1804–1861), deutscher Jurist, Mitglied der kurhessischen Ständeversammlung und des Vorparlaments
- Fritz Faust (Bildhauer) (1880–1939), deutscher Bildhauer, Stuckateur und Politiker (USPD, KPD)
- Fritz Faust (Grafiker) (* 1919), deutscher Grafiker

### G
- Gabriele Faust-Siehl (1950–2013), deutsche Grundschulforscherin und Hochschullehrerin
- Georg Faust (um 1480–um 1541), deutscher Magier, Astrologe und Wahrsager, siehe Johann Georg Faust
- Georg Faust (Cellist) (* 1956), deutscher Cellist
- George T. Faust (1908–1985), US-amerikanischer Mineraloge

### H
- Hanna Faust (1825–1903), deutsche Volksmissionarin, siehe Tante Hanna
- Hans Faust (Jurist) (1894–1974), deutscher Verwaltungsjurist und Landrat
- Hans Faust (Agrarchemiker) (* 1928), deutscher Agrarwissenschaftler
- Hans Faust (Fußballspieler) (* 1958), deutscher Fußballspieler
- Hans Georg Faust (* 1948), deutscher Politiker (CDU)
- Heinrich Faust (Maler) (1843–1891), deutscher Maler
- Heinrich Faust (Meteorologe) (1912–1975), deutscher Meteorologe
- Heinz Faust (* vor 1926), deutscher Schwimmer
- Helmut Faust (1928–2008), deutscher Erziehungswissenschaftler und Hochschullehrer
- Herbert Faust (1927–2023), deutscher Politiker (CDU), MdL Nordrhein-Westfalen
- Hermann Faust (* 1929/1930), deutscher Design-Florist
- Hugo Faust (1929–2016), deutscher Architekt

### I
- Isabelle Faust (* 1972), deutsche Violinistin

### J
- James E. Faust (1920–2007), US-amerikanischer Apostel der Kirche Jesu Christi der Heiligen der Letzten Tage
- Jarnes Faust (* 2004), deutscher Handballspieler
- Jeanne Faust (* 1968), deutsche Künstlern
- Jessica Faust (* 1992), deutsche Schauspielerin
- Johann Friedrich Faust von Aschaffenburg (1569–1621), deutscher Bürgermeister und Chronist
- Johann Georg Faust (auch Georg Faust; um 1480–um 1541), deutscher Magier, Astrologe und Wahrsager
- Johann Michael Faust (1663–1707), deutscher Mediziner
- Johannes Faust (Theologe) (1632–1695), deutscher Theologe und Hochschullehrer
- Johannes Faust (Entomologe) (1832–1903), deutscher Entomologe
- John Faust (* 1990), uruguayischer Fußballspieler
- Joseph Faust (1856–1919), deutscher Pfarrer und Dramatiker
- Josepha Faust (1815–1893), Oberin der Barmherzigen Schwestern
- Jörg Faust (* 1967), deutscher Sozialwissenschaftler und Hochschullehrer
- Jürgen Faust (* 1955), deutscher Designer

### K
- Karl Faust (1825–1892), deutscher Musiker und Komponist, siehe Carl Faust (Komponist)
- Karl Faust (1874–1935), deutscher Maler, siehe Carl Faust (Maler)
- Karl Faust (Botaniker) (1874–1952), deutscher Botaniker
- Karl Irving Faust (1868–1935), US-amerikanischer Fotograf und Autor
- Kasper Faust Henriksen (* 1986), dänischer Badmintonspieler

### L
- Lauren Faust (* 1974), US-amerikanische Filmanimatorin

### M
- Majk Faust (* 1970), deutscher Basketballspieler
- Maria Faust (* 1979), estnische Saxophonistin, Komponistin und Bandleaderin
- Martin Faust (1901–1923), deutscher Putschist
- Matthi Faust (Matthias Faust; * 1980), deutscher Schauspieler
- Matthias Faust (Politiker) (* 1971), deutscher Politiker (CDU, REP, DVU, NPD)
- Michael Faust (Kameramann) (* 1941), deutscher Kameramann und Regisseur
- Michael Faust (Flötist) (* 1959), deutscher Flötist
- Michael Faust (Künstler) (* 1980), Maler, Grafiker und Animator

### N
- Nicole Faust (* 1973), deutsche Ruderin

### O
- Otto Faust (Chemiker) (1884–1971), deutscher Chemiker und Patentanwalt
- Otto Faust (Politiker) (1897–1955), deutscher Politiker (SPD/SED), Oberbürgermeister von Weimar
- Ovidius Faust (1896–1972), österreich-ungarischer Museologe, Historiker und Archivar

### P
- Paul Faust (1872–1953), deutscher Orgelbauer
- Peter Faust (Künstler) (* 1956), Schweizer Porzellanmaler, Designer und Autor
- Peter Leßmann-Faust (* 1955), deutscher Historiker und Germanist
- Peter Paul Faust (1833–1912), deutscher Mundartdichter
- Philipp Faust (1898–1959), deutscher Maurer und Schriftsteller

### R
- Raimund Faust (1868–1929), deutscher Genossenschaftsdirektor
- Richard Faust (1927–2000), deutscher Zoologe
- Rüdiger Faust (* 1963), deutscher Chemiker und Hochschullehrer
- Rudolf Faust (* 1951), US-amerikanischer Chemiker und Hochschullehrer

### S
- Sebastian Faust (* 1965), deutscher Schauspieler und Fotograf
- Siegmar Faust (* 1944), deutscher Politiker und Autor
- Steffen Faust (* 1957), deutscher Grafiker und Illustrator
- Stephan Faust, deutscher Klassischer Archäologe

### T
- Thomas Faust (* 1963), deutscher Sozialökonom und Verwaltungswissenschaftler

### U
- Ulrich Faust OSB (1935–2019), deutscher Ordensgeistlicher und Hochschullehrer
- Uwe Faust (1949–2021), deutscher Industriemanager und Hochschulrektor

### V
- Volker Faust (* 1941), deutscher Psychiater

### W
- Walter Faust (1931–2023), deutscher Politiker (CDU)
- Werner Schweitzer-Faust (* 1925), deutscher Jurist und Hauptgeschäftsführer des Bundesverbands des Deutschen Textileinzelhandels
- Wilhelm Faust (Heimatforscher) (1889–1975), deutscher Lehrer, Heimatforscher und Propagandist
- Wilhelm Faust (Fußballspieler) (* 1930), deutscher Fußballtorwart
- Willi Faust (1924–1992), deutscher Motorradrennfahrer
- Wolfgang Max Faust (1944–1993), deutscher Kunsttheoretiker
- Wolfram Faust (* 1964), deutscher Kanute